# بينيلوب ليفلي
بينيلوب ليفلي (بالإنجليزية: Penelope Lively)‏ (17 مارس 1933، القاهرة في مصر)؛ كاتِبة مُتخصِّصة في أدب الأطفال، مقدمة برامج إذاعية وروائية بريطانية.

## الجوائز
- جائزة بوكر الأدبية

## روابط خارجية
- بينيلوب ليفلي على موقع IMDb (الإنجليزية)
- بينيلوب ليفلي على موقع الموسوعة البريطانية (الإنجليزية)
- بينيلوب ليفلي على موقع مونزينجر (الألمانية)
- بينيلوب ليفلي على موقع ميوزك برينز (الإنجليزية)
- بينيلوب ليفلي على موقع إن إن دي بي (الإنجليزية)